# Waimiri Atroari
I Waimiri Atroari  sono un gruppo etnico del Brasile che ha una popolazione stimata in 1.120 individui (2005).

## Lingua
Parlano la lingua Waimiri Atroari, lingua che appartiene alla famiglia linguistica Carib. Chiamano il loro linguaggio Iara kinja, "il linguaggio della gente". La lingua portoghese è utilizzata poco, solo per le relazioni interetniche (solo il 20% della popolazione parla anche il portoghese).

## Insediamenti
Vivono negli stati brasiliani di Amazonas e Roraima.

## Storia

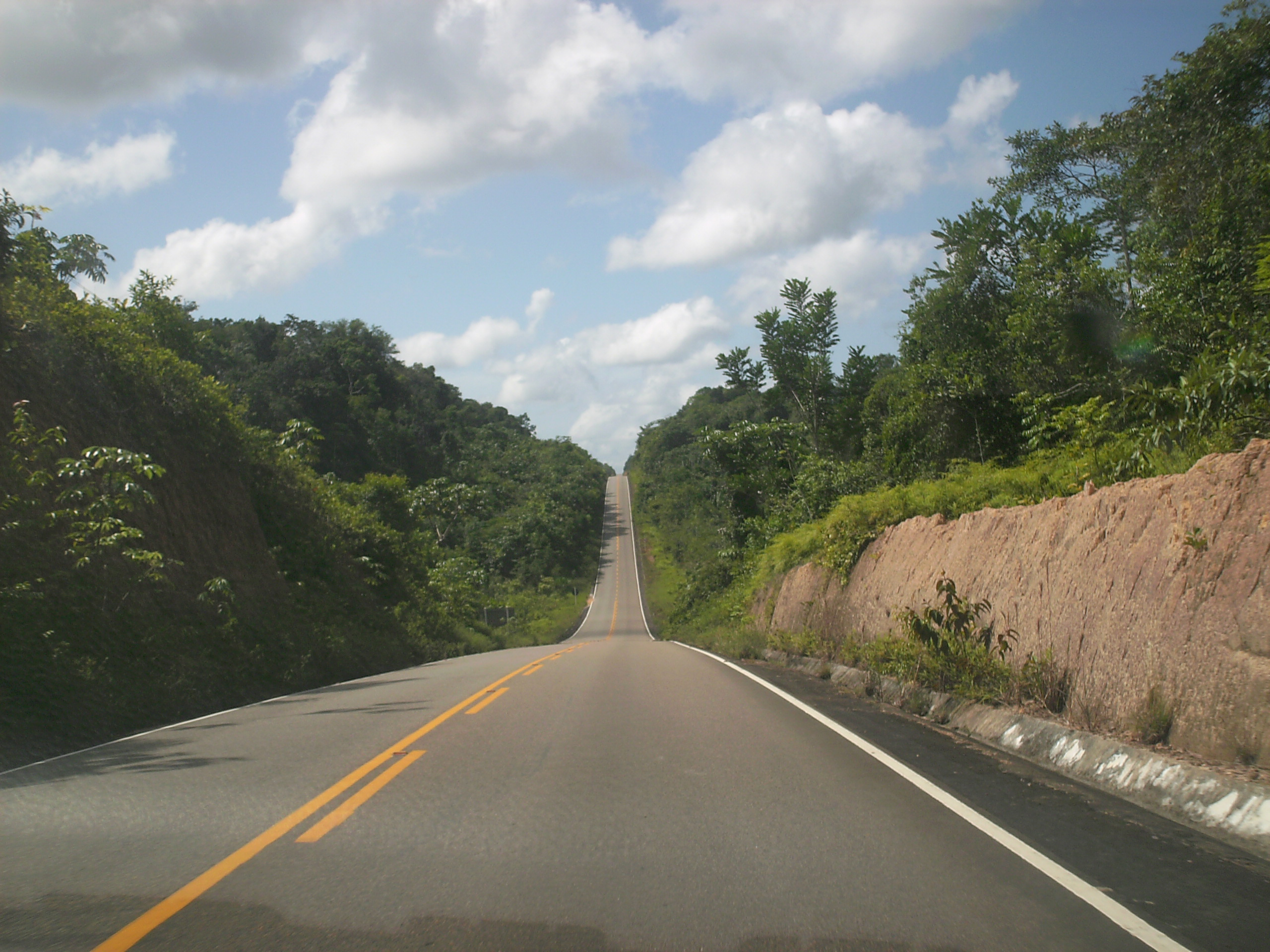
Territorio della riserva indigena assregnata ai Waimiri Atroari, nello stato di Roraima

Secondo le leggende dei Waimiri Atroari, nei tempi antichi vi erano due gruppi di questa etnia: gli Iky, che avevano la pelle chiara ed erano stanziati alle sorgenti del fiume, e i Wehmiri, con la pelle scura e stanziati alla foce. I Waimiri si auto-identificano con il termine Kinja ("persone vere") e si differenziano in questo modo dagli altri che sono suddivisi in kaminja ("persone non indigene"), makyma ("persone mancine") e gli irikwa ("i morti viventi"). Il nome attuale, Waimiri Atroari, è stato dato a loro solo nei primi anni del XX secolo, dal Servizio di Protezione degli Indiani (poi FUNAI).
I primi dati rivelano che un contatto con i Waimiri ci fu nel 1884 e fu portato avanti da João Barbosa Rodrigues che li aveva denominati Crichanás. Alla fine del XIX secolo, i Waimiri cominciarono a soffrire in maniera marcata le invasioni dei coloni, in particolar modo taglialegna ed estrattori di caucciù così come i cacciatori di animali. A queste invasioni i Waimiri risposero cercando lo scontro violento e molte furono le battaglie in cui furono coinvolti armati di archi e frecce contro veri e propri battaglioni di invasori con armi da fuoco. Il governo organizzò anche spedizioni militari di rappresaglia e questo portò a numerose perdite nella popolazione Waimiri. Solo a partire dal 1911, Alipio Bandeira, un rappresentante del Servizio di Protezione degli Indiani, cercò la riappacificazione tramite varie spedizioni sul fiume Jauaperi. Negli anni sessanta fu l'esploratore Gilberto Figueiredo Pinto ad essere incaricato di guidare gli sforzi di pacificazione, dopo la fondazione del FUNAI. Negli anni settanta e ottanta furono la costruzione di un'autostrada e di un progetto idroelettrico a portare nuove tensioni tra i Waimiri e l'esercito, con il FUNAI che tentava la mediazione.